# Campylandra delavayi
Campylandra delavayi är en sparrisväxtart som först beskrevs av Adrien René Franchet, och fick sitt nu gällande namn av M.N.Tamura, S.Yun Liang och Nicholas J. Turland. Campylandra delavayi ingår i släktet Campylandra och familjen sparrisväxter. Inga underarter finns listade i Catalogue of Life.